# Kreštalice
Kreštalice (lat. Tyranni) su podred reda  vrapčarki (Passeriformes). Obuhvaća porodice Cotingidae, Pipridae  (manakini) i Tyrannidae - Muholovke.

## Drugi projekti
|  | Zajednički poslužitelj ima još gradiva o temi Kreštalice |
|  | Wikivrste imaju podatke o taksonu Kreštalice             |